# Doll Peak
Der Doll Peak mit einer Höhe von 2130 m der höchste Berg der zur Britannia Range gehörenden Ravens Mountains im Transantarktischen Gebirge.
Das Advisory Committee on Antarctic Names benannte ihn 2001 nach Brigadegeneral Karl H. Doll, der als Operationsleiter der 109. Airlift Wing an der Planung der Einsatzübertragung der Lockheed C-130 von der United States Navy zur Air National Guard beteiligt war.